# Lennépark Frankfurt (Oder)

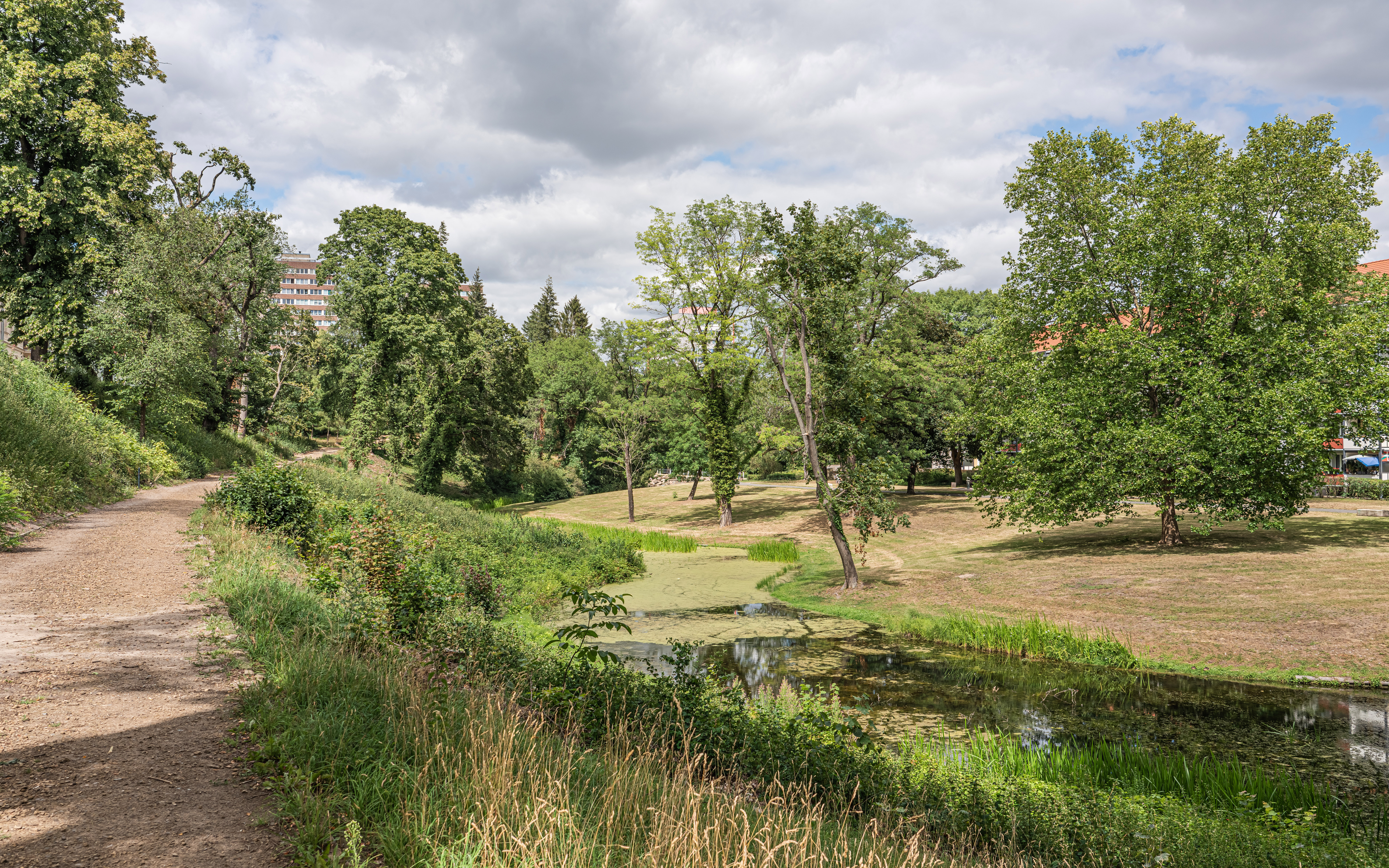
Lennépark Nordteil

Der Lennépark ist eine Grünanlage in Frankfurt (Oder), die nach ihrem Gartenarchitekten Peter Joseph Lenné benannt wurde. Er ist eine 8,9 ha große, mit etwa 900 m Länge und etwa 95 m Breite langgestreckte Parkanlage mit künstlichem Wasserfall, Fließgewässer, Fontäne und Teichen. Der im englischen Stil gestaltete Park ist (nach Theresienstein) der zweitälteste Bürgerpark Deutschlands. Die Rosa-Luxemburg-Straße teilt den Park.

## Geschichte
Eine nach 1253 angelegte, 900 m lange, 95 m breite und fast 11 m hohe Wallanlage westlich der Frankfurter Stadtmauer war 1820 militärisch nutzlos geworden und von wildangesiedelten Bäumen und Sträuchern überwuchert. 1825 beschlossen einflussreiche Frankfurter Bürger, erstmals einen Zugang zur Stadt von Westen zu schaffen und die Wallanlagen in einen Park umzuwandeln. Der Kaufmann und Politiker Michael Martin Lienau reichte zusammen mit dem Pädagogen Friedrich Schmeißer bei den Stadtverordneten einen Antrag auf Übernahme der Baukosten ein, der jedoch abgelehnt wurde. Daraufhin sammelten Frankfurter Bürger Spenden, die 541 Taler erbrachte. Damit wurde zwischen 1825 und 1827 ein neuer Weg durch die Wallanlagen, eine kleine Brücke über den Stadtgraben und ein verschließbares Tor in der Stadtmauer bezahlt. 1832 beschlossen die Frankfurter Stadtverordneten, alle Bäume fällen, das Gelände einebnen und die weitere Gestaltung von Privatleuten vorantreiben zu lassen. Bei einer zweiten Sammlung, die von Martin Michael Lienau initiiert worden war, kamen 889 Taler zusammen. Der Hochschullehrer Friedrich Schmeißer kaufte für zwei Taler eine Eiche und schützte sie so vor dem Abholzen. Sie ist inzwischen (Stand 2018) der älteste Baum im Bestand.

Plan 2017

Lienau schrieb an den mit ihm befreundeten Landschaftsarchitekten Peter Joseph Lenné in Potsdam und bat um Unterstützung bei der Gestaltung. Lenné besuchte am 22. Februar 1835 Frankfurt, bereits am 16. März 1835 traf sein Situationsplan ein. Wenige Tage später folgte der Bepflanzungsplan, der 250 Bäume und Sträucher vorsah. Am 30. Januar 1836 beschlossen die Frankfurter Ratsherren die Umgestaltung der Wallanlagen nach den Entwürfen Lennés unter Leitung Schmeißers. 56 Arbeiter bewegten daraufhin 1.700.000 Karren Erde. Stark fließendes Quellwasser und die Aufrechterhaltung des Betriebes der Lohmühle am Ende des Stadtgrabens bereiteten Probleme. Deswegen sollte ein Schöpfwerk die benötigten Wassermengen über den schützenden Damm fördern. Für die neu anzulegenden Teich- und Grabenanlagen wurden weitere 3.631.200 Karren Erde bewegt. Wegen Geldmangels mussten die Arbeiten im Juni 1837 unterbrochen werden. Immer wenn neues Geld vorhanden war, wurde weitergebaut. Mit weiteren Spenden Frankfurter Bürger konnte bis 1842 eine Straßenanbindung zur Stadt geschaffen werden. 1842 zerstörten vom Lohmüller aufgewiegelte Arbeiter den Damm. Die im Graben Arbeitenden konnten sich nur mit Mühe und Not retten. Daraufhin legte Friedrich Schmeißer sein Amt nieder. 1843 bewilligte das königliche Finanzministerium 4.000 Taler zur Weiterführung der Arbeiten. Peter Joseph Lenné kam wieder in die Stadt und bestätigte, dass die Gestaltung in seinem Sinne erfolgt. Mit der Bepflanzung der Anlage 1845 waren die Arbeiten abgeschlossen.
Die Schwanenbrücke im Lennépark war ursprünglich aus Holz. Diese musste 1862 abgerissen werden und wurde durch eine Ziegelbrücke ersetzt. Diese Brücke steht im 21. Jahrhundert als eine der ältesten Brücken Brandenburgs unter Denkmalschutz.
Am 14. September 1949 wurde am südlichen Eingang des Lennéparks ein Denkmal für die Opfer des Faschismus aufgestellt. Nachdem am 8. Mai 1986 an der Rosa-Luxemburg-Straße Ecke Wieckestraße ein neues Mahnmal errichtet worden war, wurde das Denkmal im selben Jahr abgebaut.

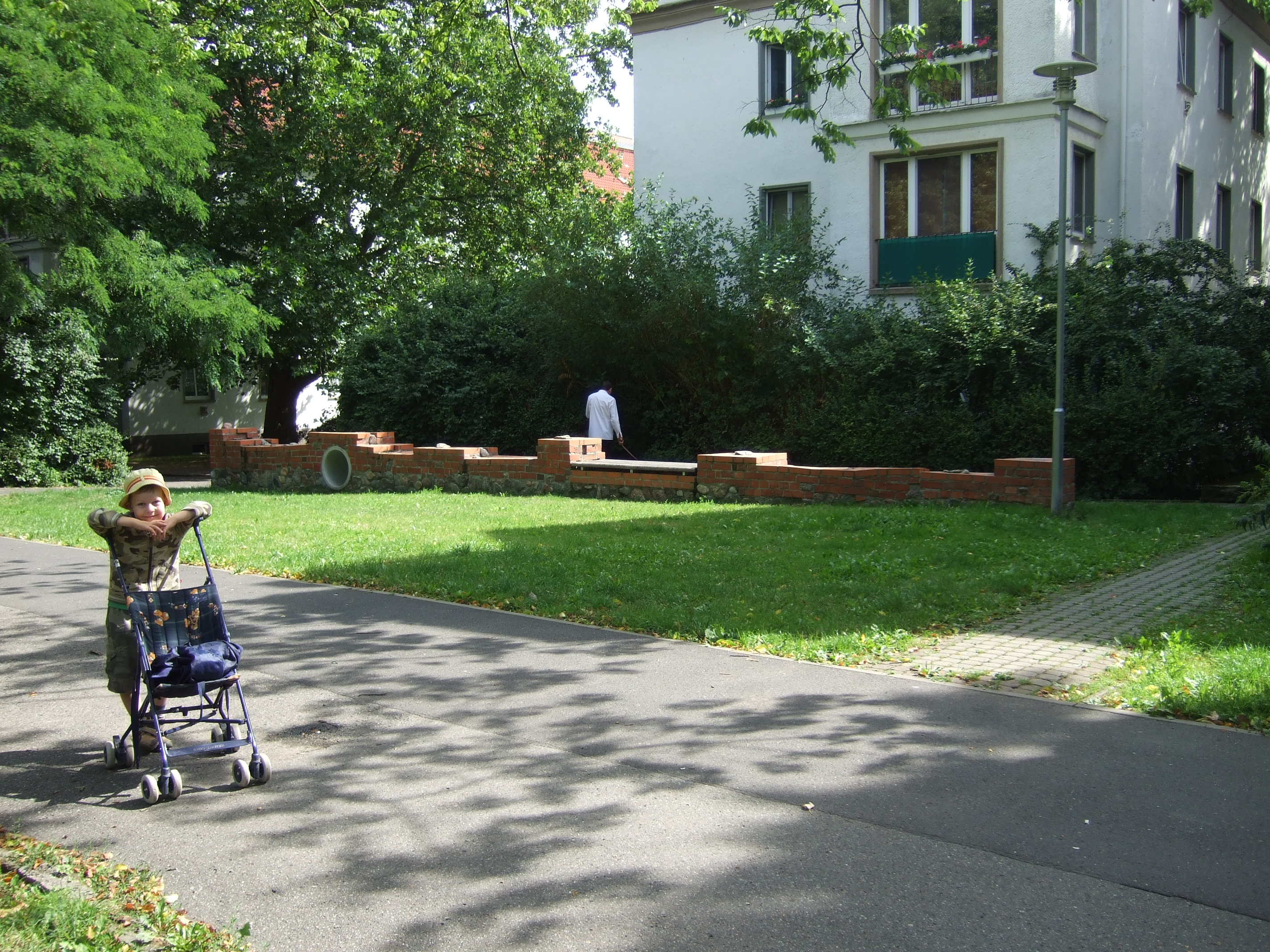
Ziegelmauer an der Wollenweberstraße, die Lage der abgerissenen Stadtmauer markierend

In den 1960er und 1970er Jahren wurden die begrenzenden historischen Bauten, unter anderem auch die letzten Reste der Stadtmauer, abgerissen. Eine niedrige Ziegelmauer markiert einen Teil des Verlaufs.
Seit dem 18. November 1976 steht der Park unter Denkmalschutz.
Die Neugestaltung des Lennéparks war Bestandteil des im Jahr 2000 geschaffenen Förderprogramms ZiS Innenstadt. 2007 konnte die denkmalgerechte Sanierung des südlichen Eingangsbereiches, der Schwanenbrücke wie auch der angrenzenden Stützmauer abgeschlossen werden.
Bereits 1850 gab es im Nordteil des Lennéparks ein Brückenbauwerk. Die sogenannte Grotte wurde in den 1960er und 1970er Jahren zerstört, mit Beton zugeschüttet und verkleidet. 2018 konnte sie zunächst wieder freigelegt werden. Nach dem Fund eines 50-Kilogramm-Blindgängers aus dem Zweiten Weltkrieg sowie bei Grabungen gefundenen historischen Fliesen im Bereich der Brücke ruhten die Arbeiten bis 2019. Bei den Bauarbeiten 2019 wurden handgefertigte Ziegel verwendet und 320 Findlinge verbaut. Die Brücke erhielt ein vollständig neues Tragwerk aus Stahlbeton, das 18 Tonnen Last trägt, jedoch durch Verkleidungen nah am historischen Original nicht sichtbar wurde.
Im nördlichen Teil des Lennéparks wurde von Frühjahr 2020 bis Herbst 2021 gebaut und vieles wieder so gestaltet, wie Peter Joseph Lenné geplant hatte. Der Gartenarchitekt hatte für den zwischen 1834 und 1845 gestalteten Teil des Parks die italienische Bergwelt vor Augen. Zwischen Grotte und dem Karl-Marx-Denkmal wurden alle Wege umgestaltet; insgesamt 750 m². Der Hauptweg wurde von 8 auf 3 m verschmälert und die gepflasterte Fläche um das Karl-Marx-Denkmal wurde um etwa 60 % verkleinert. Ein in den 1960er Jahren angelegter Wirtschaftsweg an den Wohnblocks an der Alten Universität hinter der sogenannten Architekturmauer verschwand ersatzlos. Der bis zur Rosa-Luxemburg-Straße führende Lennésche Hauptweg rückte in die Mitte und erhielt eine gelb-ockerfarbenen Decke. Der vormals schnurgerade Weg von der Grottenbrücke zur Halben Stadt ging nun leicht wellig bergan in Richtung Halbe Stadt. In dem Bereich, in dem sich einst Wallanlagen der Stadtmauer befanden, gab es einen Höhenunterschied von rund zehn Metern. Findlinge und Wald-typische Nadelbäume und Sträucher säumten wieder die Wegränder. Das Areal wurde nach Lennés Pflanzplan neu gestaltet. Ungefähr 800 neue Sträucher und 45 neue Bäume wurden gepflanzt.

## Baumbestand
Zum Bestand gehören über 50 Baumarten (Stand 1998), darunter
- Silber-Pappel, Höhe 10 m, Umfang 5,62 m (mächtigster Baum)
- Urweltmammutbaum, Höhe 10 m, Umfang 0,55 m
- Stieleiche, Höhe 15 m, Umfang 3,56 m (ältester Baum, über 200 Jahre)
- Dreidorniger Lederhülsenbaum, Höhe 15 m, Umfang 1,08 m
- Tulpen-Magnolie, Höhe 5 m, Umfang 0,39 m
- Fächerblattbaum, Höhe 15 m, Umfang 1,44 m

Weitere vertretene Baumarten sind Hängeesche (Fraxinus excelsior „Pendula“), Sommerlinde, auch Großblättrige Linde (Tilia grandifolia) genannt, Stechpalme (Ilex aquifolium), Flatterulme (Ulmus laevis), Eibe (Taxus baccata „adpressa“), Mispel (Mespilus germanica), Bergulme (Ulmus glabra), Kaukasische Flügelnuss (Pterocarya fraxinifolia), Amerikanische Gleditschie (Gleditsia triacanthos), auch Lederhülsenbaum oder Falscher Christusdorn genannt, Hainbuche (Carpinus betulus) Schlitzblättrige Buche (Fagus sylvatica „Laciniata“), Kornelkirsche (Cornus mas), Blutbuche (Fagus sylvatica „Atropunicea“), Silberahorn (Acer saccharinum), Stechfichte (Picea pungens), Geweihbaum (Gymnocladus dioicus), Nordamerikanischer Zürgelbaum (Celtis occidentalis), Spitzahorn (Acer platanoides), Weißer Maulbeerbaum (Morus alba), Hainbuche (Carpinus betulus), Europäische Lärche (Larix decidua), Gewöhnliche Platane (Platanus x acerifolia) und Zerreiche (Quercus cerris).

## Schöpferdenkmal
Auf dem Schneckenberg steht das Schöpferdenkmal. Es besteht aus einem siebzig Zentner schweren Obelisken, auf dessen oberem Ende sich eine Kugel befindet und der auf einem Haufen wild aufgeschichteter grob behauener Granitblöcke besteht. Der Entwurf des Obelisken stammt von Bildhauer Johannes Boese. Die Anregung für das Schöpfer-Denkmal ging vom 1863 gegründeten Verein zur Verschönerung der Promenaden-Anlagen aus. Das Denkmal wurde 1886 eingeweiht. Der Obelisk trägt in Richtung Osten, also dem Park zugewandt, die Inschrift Den Schöpfern dieser Anlage. Auf den den Obelisken umgebenden Steinen sind die Namen einzelner Schöpfer zu lesen. Dies sind
- P. J. Lenné: Gartenbaudirektor der königlichen Gärten in Potsdam, der in der Frühphase der Planungen Entwurfs- und Pflanzplan lieferte,
- J. N. Buek: als Botaniker weithin bekannte Apotheker, der die Bepflanzung mit über 250 Arten vom Bäumen und Sträuchern nach Lennés Plänen umsetzte,
- J. G. Lehmann: von 1817 bis 1837 Oberbürgermeister Frankfurts, der sich seit seinem Amtsantritt für die Umgestaltung der Wallanlagen eingesetzt hatte,
- M. Lienau: Weinhändler und Stadtrat in Frankfurt, der seinen Bekannten Lennés für die Planung der Umgestaltung der Wallanlagen kurzfristig nach Frankfurt holen konnte,
- L. Mende: Bankier, der sich vermutlich um die Finanzierung des Projekts gekümmert hatte; 1836 lieh er 200 Thaler für die Fortführung der Arbeiten im Park,
- F. R. Schmeißer: Oberlehrer am Frankfurter Gymnasium und treibende Kraft zur Öffnung der westlichen Stadtmauer und Anlage des Parks, Leiter der Bauarbeiten bis 1842 und Ausführender der komplizierten Berechnungen für die Erdarbeiten und
- H. W. Steinkopf: Regierungsrat, der eine der tragenden Personen des Verschönerungsvereins war, entscheidend bei der Geldbeschaffung mitgewirkt hatte und sich noch Jahre nach Fertigstellung die Parkanlagen betreute.

Anlässlich des Wiederaufbaus des Schöpferdenkmals in den 1970er Jahren hatte der Bildhauer Jürgen Karnopp eine abwechslungsreich gestaltete Wand aus Keramikelementen um das Denkmal errichtet. Diese wurde bei der Sanierung des Parks im Jahr 2011 abgebaut und ein städtisches Kunstdepot eingelagert.

## Kunstwerke
Im Lennépark wurden mehrere Kunstwerke aufgestellt. Im Norden an der Karl-Marx-Straße steht das Karl-Marx-Denkmal von Arndt Wittig und Manfred Vogler mit einer Büste von Fritz Cremer. Südlich davon an der Straße An der Alten Universität erinnert eine Wand mit Reliefs von Walter Kreisel an die Brandenburgische Universität Frankfurt.
Auf Höhe des Hauses An der Alten Universität 7 steht die Hasensäule von Peter Fritzsche.

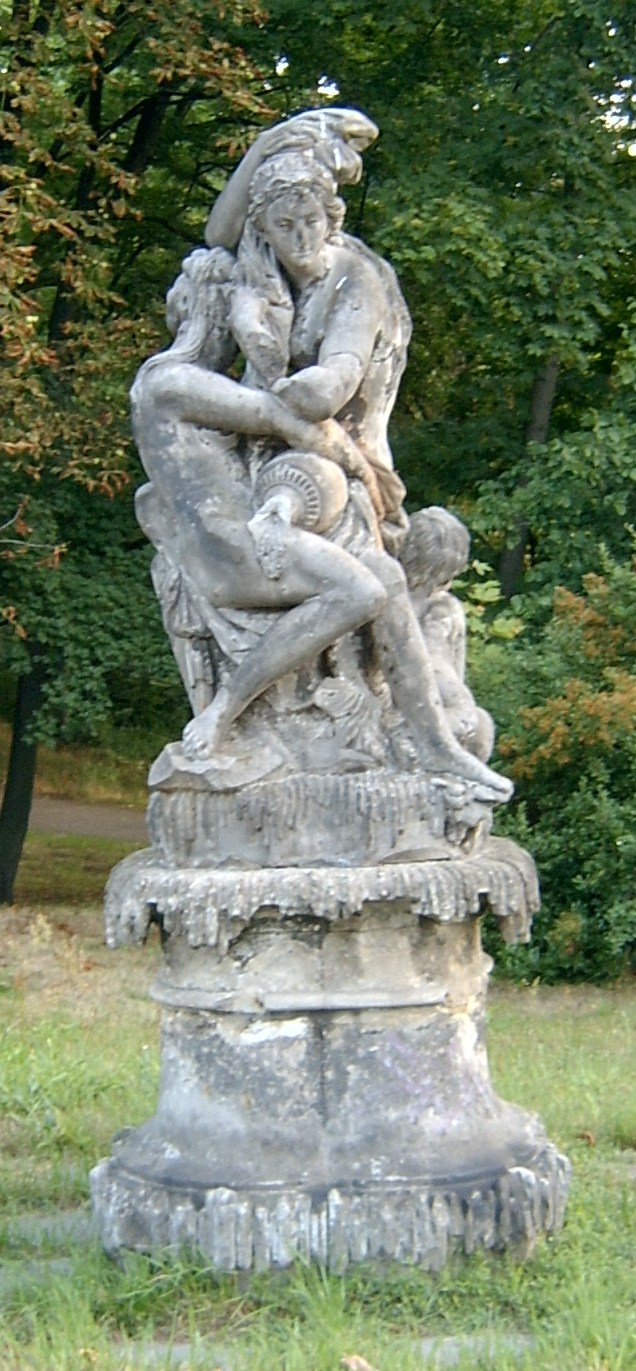
Mythologische Figurengruppe

Bei den Umbauarbeiten in den 2010er Jahren wanderte die Mythologische Figurengruppe aus der 2. Hälfte des 18. Jahrhunderts von ihrem Standort nördlich der Rosa-Luxemburg-Straße auf einen Platz südlich der Straße.
An der Einmündung der Rosengasse steht die Skulptur Apfelpflücker von Heinz Mamat. Am Spielplatz an der Einmündung der Promenadengasse stehen die Skulpturen Stehender Junge (Robert) und Junge Frau von Wilfried Fitzenreiter und Sitzender Akt von Ernst Sauer. Südlich davon wurde die Skulptur Große Sitzende von Herbert Burschik platziert. Nördlich der Einmündung der Dr.-Hermann-Neumark-Straße steht ein Mädchenakt von Werner Stötzer.
Am Südende des Parks befindet sich die Skulptur eines Betenden Knabens eines unbekannten Bildhauers.